# 八家子镇 (建昌县)
八家子镇，是中华人民共和国辽宁省葫芦岛市建昌县下辖的一个乡镇级行政单位。

## 行政区划
八家子镇下辖以下地区：
宏跃社区、八家子村、瓦房沟村、鹿叫村、青石岭村、前石门子村、高家屯村、沙河哨村和平山子村。